# Battaglia di Lepanto (1499)
La battaglia di Zonchio (nota anche come la battaglia della Sapienza o la prima battaglia di Lepanto) fu un episodio della guerra turco-veneziana del 1499-1503 ed ebbe luogo in quattro giorni diversi: 12, 20, 22, 25 agosto 1499. Fu la prima battaglia navale della storia con cannoni a bordo di navi.

## Antefatti
Nel gennaio 1499 Kemal Reis partì da Istanbul con una forza di dieci galere ed altri quattro tipi di navi e a luglio si congiunse con il grosso della flotta ottomana inviatagli da Davud Pascià, assumendone il comando per una guerra su larga scala con la Repubblica di Venezia.
Il 16 giugno una grande flotta turca  lasciò Costantinopoli. Era composta da 267 imbarcazioni (3 galeazze, 2 navi grosse da 3 000 botti, 60 galee, 30 galeotte, 40 fuste, 21 navi da carico, 111 palandarie e schirazzi). Si diceva avesse viveri per sei mesi dal momento che avrebbe dovuto svernare fuori dalla Turchia, 15 bombarde di grandi dimensioni e decine più piccole trasportate dalle palandarie che potevano contare su 32 000 munizioni e tutto il materiale per poter condurre un assedio. Il 30 giugno la flotta arrivò a Gallipoli poi fece rotta su Lemno e su Chio. Durante il viaggio, presso Capo Mantello, affondarono una galeotta, una palandaria carica con due bombarde e uno schirazzo pieno di uva passa provocando la perdita di trenta giannizzeri.
Il 5 luglio Giacomo Giustiniani, castellano di Cerigo, avvertì Antonio Grimani, Capitano Generale da Mar, che flotta ottomana si trovava tra quell'isola e il Negroponte e non si conoscevano le sue intenzioni; era stato pertanto ordinato a tutte le guarnigioni veneziane in Morea di ritirarsi nelle fortezze e prepararsi ad un attacco imminente. 
Il 10 luglio a Modone si riunì un consiglio di guerra dove la maggior parte dei sopracomiti e dei capitani di galea consigliò il Grimani di portare la flotta al largo per non rimaner imbottigliati in porto in caso di attacco da parte dei turchi; il Capitano da Mar non prese una decisione definitiva e si riservò tempo per riflettere.
Il 23 luglio la flotta ottomana raggiunse le acque al largo di Malvasia e il giorno successivo Capo Matapan; i veneziani a quel punto ebbero l'impressione che i turchi volessero attaccare Lepanto. Il 24 luglio la flotta turca, entrata nel golfo di Corone, raggiunse Capo Gallo e fece sbarcare alcuni uomini sull'isola di Sapienza; i veneziani tennero un consiglio di guerra volto a stabilire un piano per attaccare il nemico. La mattina del 28 luglio la flotta veneziana si portò sopravento a dieci miglia al largo della costa e a sei dalla flotta turca ma Grimani non ritenne vi fossero le condizioni opportune per attaccar battaglia. Lasciò allora che le galee e navi grosse veleggiassero in mare e ritornò in porto a Modone con le galee sottili; la stessa manovra venne ripetuta più volte nei giorni successivi. Negli ultimi giorni di luglio la flotta turca rimase attorno a Sapienza e fece sbarcare altri uomini che saccheggiarono l'isola dando fuoco ad una chiesa. Il 7 agosto una nave da carico con a bordo due bombarde e molti barili di polvere da sparo affondò nei pressi di Modone. Tra l'8 e il 10 agosto i turchi si portarono dall'isola di Sapienza verso Navarino effettuando una serie di manovre per indurre i veneziani alla battaglia che però si rivelarono delle finte.

## Battaglia

### Ordine di battaglia
L'ammiraglia di Antonio Grimani si pose al centro dello schieramento insieme alle altre 15 galee grosse. L'ala sinistra era guidata dal provveditore della flotta Simone Guoro e costituita da 17 galee sottili. L'ala destra era costituita da 14 galee sottili. La flotta di soccorso era guidata dal provveditore della flotta Domenico Malipiero e costituita da 11 galee sottili.
Grimani ordinò che le galee si disponessero a debita distanza, ovvero in modo tale che i remi dell'una non urtassero contro quelli delle vicine e tuttavia dovessero restare il più possibile unite; ai provveditori fu intimato di non abbandonare mai la posizione né di lasciar sguarnito il centro dello schieramento, a meno che non avessero ricevuto ordini in tal senso, pena la perdita della propria carica. Coloro che fossero fuggiti dalla battaglia sarebbero stati inseguiti dal resto della flotta veneziana e trattati come nemici. I sopracomiti che non avessero rispettato gli ordini del Capitano da Mar o dei provveditori, sarebbero stati impiccati. Fu inoltre vietato il saccheggio delle navi nemiche prima del termine della battaglia sotto pena della forca e colui che avesse denunciato i rei sarebbero stati ricompensati con il bottino da loro raccolto.

### Lo scontro

#### Battaglia di capo Zonchio
La mattina del 12 agosto la flotta turca levò l'ancora e navigò verso la flotta veneziana malgrado la bonaccia. I veneziani fecero squillare le trombe e issare la bandiera crociata poi si prepararono alla battaglia ma non si mossero, aspettando che iniziasse il vento a spirare in modo da trovarsi sopravento. Proprio in quel frangente giunsero quattro caravelle e undici grippi comandati da Andrea Loredan e da Simone Greco, provenienti da Corfù. Il Loredan fu invitato a salire sull'ammiraglia e amichevolmente accolto dal Grimani che gli concesse di salire su una nave a sua scelta; il Loredan scelse la Pandora e vi montò insieme al suo cancelliere personale Marco Santi, mentre Greco non fece in tempo ad arrivare e rimase su un grippo. 
Prima che le galee grosse veneziane potessero scontrarsi con le turche, otto di esse orzarono e fuggirono dalla battaglia. L'Armera e la Pandora furono speronate sul fianco dalle navi grosse turche e rimasero bloccate; seguirono scariche di cannoni e lancio di proiettili incendiari che mandarono a fuoco entrambe le navi veneziane e la maggiore delle turche mentre l'altra pur essendone lambita riuscì a scamparla; durante gli scontri affondò anche la Brocheta mentre i turchi, oltre ad una nave grossa, persero due schirazzi carichi di polvere e munizioni e altre quattro imbarcazioni. Il 14 agosto il resto della flotta veneziana decise di far vela verso Zante in modo da riorganizzarsi e difendere Lepanto. Il 15 agosto una flotta francese con a bordo circa 6 000 uomini e costituita da 4 galee grosse, 4 galee sottili, 12 barze e 2 fuste arrivò nei pressi di Zante e il 18 agosto si unì alla flotta veneziana.

## Conseguenze
Durante la battaglia si distinsero Andrea Loredan e Alban d'Armer e Rafti Giovanni divenuto poi credenziere (fonte archivio Veneto edizione 1937). 
Grimani venne arrestato il 29 settembre e successivamente rilasciato (sarebbe diventato doge nel 1521). Turchi e veneziani si sarebbero affrontati un'altra volta presso Modone nella battaglia di Modone nel 1500, dove gli ottomani guidati dall'ammiraglio Kemal Reis ne uscirono ancora vincitori.